# Vranohlávka
Vranohlávka nebo také krátce vranohlavka (německy Kraienköppe, nizozemsky Kraienkopp), je plemeno slepice chované především jako nosné a výstavní. V Česku se jedná spíše o raritu. Ve vzorníku plemen drůbeže se řadí mezi plemena s podílem genu bojovnic (skupina E2). Obecně se toto plemeno dělí na dva typy: velké a zdrobnělé vranohlávky.

## Historie

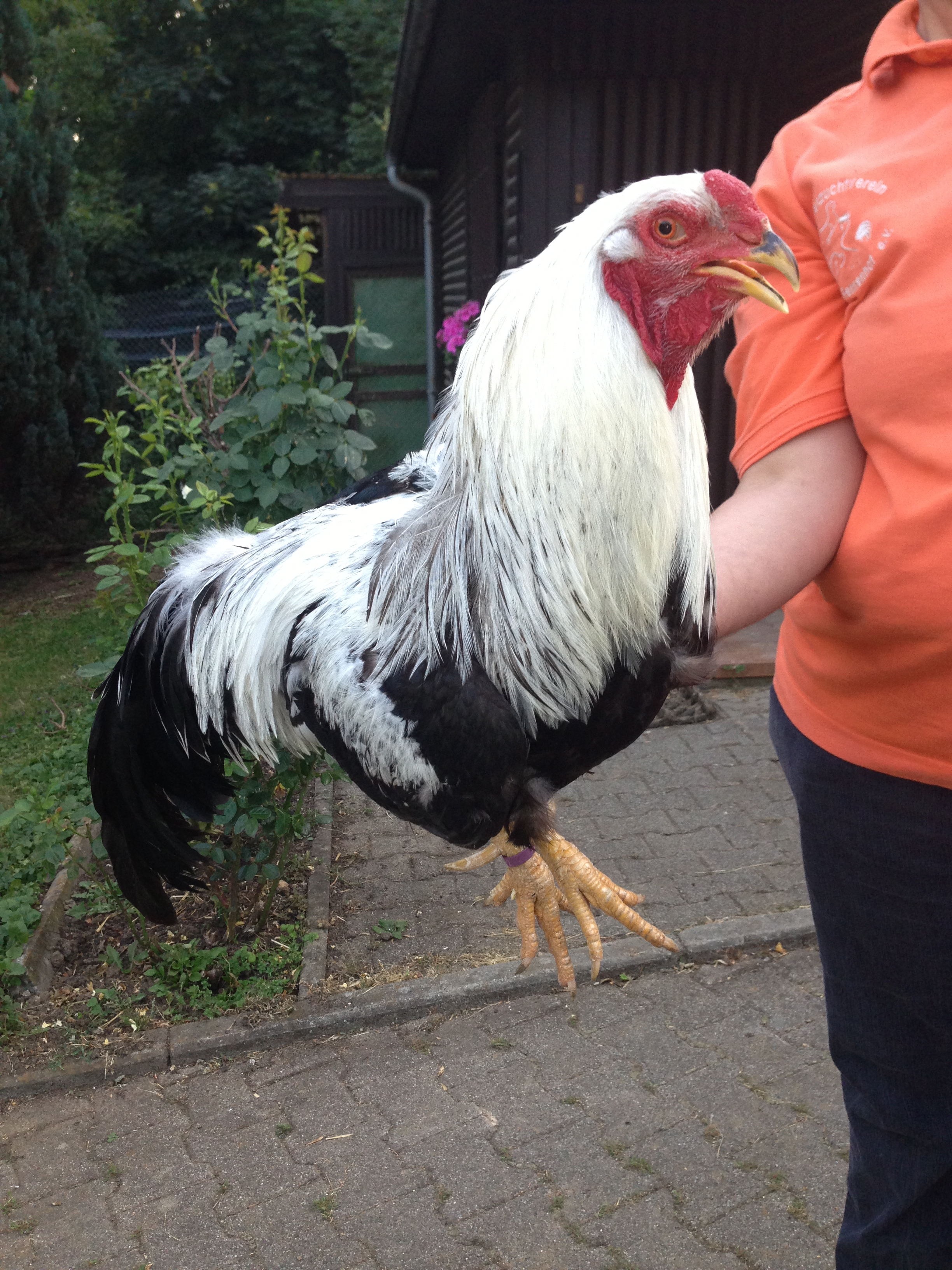

Plemeno vranohlávka vzniklo na konci 19. století v pohraniční oblasti mezi Nizozemskem a Německem, pravděpodobně křížením místních plemen; belgické bojovnice, twenské a drentské slepice. K nim byly pravděpodobně přikříženy i malajky.
Mezi lety 1880 a 1890 se bratři Lazonderovi pokusili změnit název plemene na Twense, tento název se ale neujal především v Německu, kde se využívalo zažité jméno Kraienköppe, které se zde používá i v současné době. V roce 1885 byla na výstavě předvedena první vranohlávka a to v Nizozemsku. V Německu se toto plemeno na výstavě objevilo až roku 1925 a to na výstavě v Hannoveru. První chovatelský klub byl založen v Německu roku 1932.
Druhá světová válka obecně měla za následek vymření mnoha plemen a to nejen slepic, ale i plemen jiné drůbeže či psů. Po jejím skončení byl v roce 1949 založen spolek pro záchranu plemene.

### Zdrobnělé vranohlávky
Zdrobnělým vranohlávkám dali vzniknout zdrobnělé malajky o něco později než klasickým velkým vranohlávkám. Šlechtění začalo okolo roku 1900 a prvním vyšlechtěným rázem byly stříbrokrké vranohlávky. Na výstavě se poprvé předvedli v roce 1940 a to v Nizozemsku, v Německu se tomu tak stalo až roku 1955, tedy o patnáct let později.

## Vzhled
Podle zařazení ve skupině lze soudit, že se jedná o plemeno s kořeny u bojovnic (příkladem bojovnice je například novoanglická bojovnice), tím pádem jsou u nich viditelné delší krky i nohy, než jak je tomu u jiných nosných plemen slepic. Jejich tělo je spíše lehké konstrukce s dobrým osvalením. Opeření musí být bohaté a přiléhavé ke kůži. Dospělí kohouti velkých vranohlávech váží 2,8 až 3,5 kg, u slípek je to 2,2 až 2,9 kg. Kohouti zdrobnělých vranohlávek váží 1 až 1,3 kg, slípky 0,8 až 1,1 kg.

### Barevné rázy
Tím nejčastěji viděným a zároveň prvním uznaným rázem byl ten stříbrokrký. Později se objevili i zlatokrké vranohlávky. V Nizozemsku jsou k vidění i modré zlatokrké. Od roku 2005 jsou oficiálně uznané i oranžovokrké. Mezi neuznané barevné rázy patří modré stříbrokrké a červeně sedlaté. V Česku můžeme vidět i bílé vránohlavky.

## Chov
Vranohlávky jsou typické nosné slepice, za rok čítá jejich průměrná snáška 150 až 180 vajec a skořápky jsou bílé nebo krémové. Zdrobnělé vranohlávky průměrně ročně snesou 130 vajec. Jedná se o rychle rostoucí plemeno s temperamentní a aktivní povahou. Kohouty je nutné držet odděleně, nejvhodnější je mít pouze jednoho. Přestože mohou mezi sebou kohouti a slepice zaujímat bojový postoj, vůči lidem jsou krotcí.